# Elżbieta Lukrecja
Elżbieta Lukrecja (ur. 1 czerwca 1599 – zm. 19 maja 1653) – księżna cieszyńska. Ostatnia przedstawicielka Piastów cieszyńskich.

## Życiorys
Elżbieta Lukrecja była drugą pod względem starszeństwa córką i trzecim dzieckiem księcia cieszyńskiego Adama Wacława i jego żony Elżbiety kurlandzkiej. Początkowo wychowywana w wierze protestanckiej, w wieku 12 lat razem z ojcem i rodzeństwem przeszła na katolicyzm. 
13 lipca 1617 zmarł ojciec księżnej Adam Wacław. Już na początku roku następnego Elżbieta Lukrecja wyszła wbrew swojej woli, za mąż (małżeństwo to zostało postanowione zapewne jeszcze przez Adama Wacława) za o wiele starszego od siebie Gundakera von Liechtenstein, brata Karola von Liechtenstein ustanowionego przez cesarza wespół z biskupem wrocławskim Karolem Habsburgiem i starostą Jerzym von Oppersdorfem regentem w księstwie cieszyńskim w imieniu małoletniego Fryderyka Wilhelma. Regenci nie przejmowali się jednak zbytnio nałożoną przez nich rolą, dzięki czemu faktyczną władzę mogła objąć właśnie Elżbieta Lukrecja. 
Stan ten utrzymał się również po formalnym objęciu przez Fryderyka Wilhelma tronu cieszyńskiego, gdyż brat Elżbiety Lukrecji w swojej ojcowiźnie przebywał sporadycznie. 
19 sierpnia 1625 Fryderyk Wilhelm niepodziewanie zmarł, nie pozostawiając następcy. Początkowo cesarz Ferdynand III Habsburg chciał przyłączyć księstwo do domeny swojego rodu, powołując się na prawa suwerena. W końcu jednak zgodził się na objęcie Cieszyna przez Elżbietę Lukrecję mającą prawo do dzielnicy ojca na mocy przywileju Władysława Jagiellończyka wydanego dla Kazimierza II cieszyńskiego w 1498, w którym zezwalano na dziedziczenie w linii żeńskiej do czwartego pokolenia włącznie. Pomimo formalnej zgody na rządy, przetargi z Habsburgami o księstwo trwały aż do 1638, kiedy w końcu Ferdynand III uzyskał zapewnienie, że po śmierci Elżbiety Lukrecji Cieszyn stanie się częścią władztwa pod bezpośrednimi rządami Habsburgów. Jako odszkodowaniem jej potomkowie musieli się zadowolić 50000 talarów. Fakt przejęcia spadku po bracie przez Elżbietę Lukrecję świadczy o jej uporze i zdolnościach politycznych. 
Za panowania ostatniej Piastówny księstwo przeszło przez jeden z najtrudniejszych okresów w swej historii. Była to wojna trzydziestoletnia, która regularnie pustoszyła cieszyńską ziemię (na terenie księstwa operowały wojska: w latach 1626–1627 duńskie Ernesta Mansfelda, 1642–1643 i 1645–1647 szwedzkie pod dowództwem odpowiednio pułkownika Rochowa i generała Königsmarcka), zarówno pod względem infrastruktury, jak i finansów. Na dodatek księstwo nawiedzały epidemie i klęski głodu. Ostatecznie doprowadziło to księstwo do załamania ekonomicznego i katastrofy demograficznej, z których nie mogło się podnieść przez następne 100 lat. Sama księżna była kilkakrotnie poważnie zagrożona - np. w 1642, kiedy musiała uchodzić do Jabłonkowa i 1645, kiedy ratowała się wyjazdem do Rzeczypospolitej (do Kęt), gdy Szwedzi zajęli miasto (skapitulowali dopiero w 1646). Dopiero pokój westfalski z 24 października 1648 zapewnił umęczonej ziemi spokój.
Małżeństwo ostatniej Piastówny cieszyńskiej z Gundakerem von Liechtestein nie było zbyt udane. W 1626 doszło do formalnej separacji, w której małżonkowie wytrwali do śmierci. Stało się to pomimo tego, że doczekali się dwóch synów (zmarłego w dzieciństwie Alberta, oraz Ferdynanda Jana) i córki (była to Maria Anna). 
Elżbieta Lukrecja zmarła 19 maja 1653 i została pochowana w nekropolii Piastów cieszyńskich, w kościele dominikańskim w Cieszynie. 
W kilkanaście lat później ród królewski Piastów wymarł zupełnie, a Elżbieta okazała się jednym z ostatnich rządzących przedstawicieli. Na mocy wcześniejszych układów i lennego stosunku Księstwa cieszyńskiego do Korony czeskiej, po śmierci księżnej władzę w Księstwie Cieszyńskim objął bezpośrednio cesarz Ferdynand III Habsburg. Kolejni Habsburgowie nosili ten tytuł aż do upadku cesarstwa i likwidacji Księstwa Cieszyńskiego w 1918.